# Pavle Radić
Pavle Radić (Desno Trebarjevo, 1880. január 10. – Belgrád, 1928. június 20.) horvát parasztpárti politikus volt. A belgrádi parlamentben 1928-ban elkövetett gyilkos merénylet egyik áldozata.

## Életútja
Pavle Radić a szávamenti Trebarjevo Desnóban (ma Martinska Ves községhez tartozó település) született 1880-ban. Antun és Stjepan Radić unokaöccse volt. Zágrábban és Prágában tanult. A prágai kereskedelmi iskola elvégzése után két évig Horvátországban szolgált segédtanárként, majd szövetkezetekben dolgozott. Magáévá tette nagybátyjai, Antun és Stjepan Radić politikai nézeteit, és csatlakozott pártjukhoz, a Horvát Népi Parasztpárthoz, majd tagja lett a párt vezetőségének.
A Horvát Köztársasági Parasztpárt (HRSS) jelöltjeként először 1923-ban, a Banjoluči járásban választották be az Szerb-Horvát-Szlovén Királyság nemzetgyűlésébe. 1925-ben és 1927-ben újra népképviselővé választották. 1923-1924-ben Stjepan Radić egyéves külföldi tartózkodása alatt, majd amíg 1925-ben börtönben volt, Stjepan Radićot váltotta a párt élén. Stjepan Radić utasítására 1925. március 27-én a nemzetgyűlésben ő olvasta fel azt a nyilatkozatot, amellyel a párt elfogadta a vidovdani alkotmányt és a monarchiát. A HSS és a Radikális Párt megállapodása után 1925-1926-ban agrárreform-miniszterként került a kormányba. A HSS ellenzéki átállása után a Horvát Parasztszövetkezetek Szövetségének igazgatójaként dolgozott.
Pavle Radićot 1928. június 20-án a belgrádi nemzetgyűlésben gyilkolták meg. A szerb radikális Puniša Račić képviselő revolverrel támadt a HSS képviselőire, megsebesítve Ivan Pernart és Ivan Granđát, és súlyosan megsebesítve Stjepan Radićot, aki az 1928. augusztus 8-án zágrábi merénylet következtében halt meg, és megölte Đuro Basaričeket és Pavle Radićot.
Amikor 1928. június 20-án Puniša Račić lemészárolta a HSS képviselőit az országgyűlésben, Pavle, érezve, hogy Stjepan Radić élete veszélyben van, nagybátyja és pártvezére felé rohant, hogy megvédje, mire Račić felkiáltott: „Ha, téged kereslek!” és egy jól időzített lövéssel a szíve alsó részét találta el, amitől Pavle Radić a padlóra esett. Autóval szállították a kórházba, de öt perccel érkezése után, és ötvenöt perccel a sebesülése után meghalt; a golyó megsértette a szívét, és az megállt.
A meggyilkolt belgrádi Pavle Radićot és Đuro Basaričeket 1928. június 22-én hozták Zágrábba, koporsóikat a zrinjevaci Horvát Parasztotthonban ravatalozták fel, majd másnap, 1928. június 23-án volt temették el a zágrábi Mirogoj temetőben, az Árkádsorban, Đuro Basaričekkel közös sírba, amelybe később Stjepan Radićot és Josip Predavecet (1933. július 14-én, Dugo Selo mellett lesből ölték meg) és 1953-ban Ivan Granđát is eltemették.

## Fordítás
Ez a szócikk részben vagy egészben  a   Pavle Radić című horvát Wikipédia-szócikk ezen változatának fordításán alapul.  Az eredeti cikk szerkesztőit annak laptörténete sorolja fel. Ez a jelzés csupán a megfogalmazás eredetét és a szerzői jogokat jelzi, nem szolgál a cikkben szereplő információk forrásmegjelöléseként.